# (1695) Walbeck
(1695) Walbeck – planetoida z grupy pasa głównego asteroid okrążająca Słońce w ciągu 4 lat i 236 dni w średniej odległości 2,78 au. Została odkryta 15 października 1941 roku w Obserwatorium Iso-Heikkilä w Turku przez Yrjö Väisälä. Nazwa planetoidy pochodzi od Henrika Johana Walbecka (1793–1822), fińskiego geodety i astronoma. Przed nadaniem nazwy planetoida nosiła oznaczenie tymczasowe (1695) 1941 UO.